# Happenbach (Rebsorte)
Die Rotweinsorte Happenbach ist eine hauptsächlich als Tafeltraube genutzte Neuzüchtung. Sie wurde Anfang der 1930er-Jahre an der Weinbauschule in Weinsberg (Württemberg) durch Kreuzung der beiden Rebsorten Trollinger und Silvaner gewonnen.
Die Vatersorte war eine durch Gustav Adolf Froelich (1847–1912) erfolgte Selektion der Sorte Roter Silvaner. Benannt wurde die Rebsorte nach dem Weiler Happenbach, der zur Gemeinde Abstatt im Landkreis Heilbronn in Baden-Württemberg (Deutschland) gehört.
Siehe auch den Artikel Weinbau in Deutschland sowie die Liste von Rebsorten.